# AKS Mikołów
AKS Mikołów – polski klub wielosekcyjny, działający w Mikołowie od 1923.

## Historia
Początki istnienia klubu datowane są na rok 1923. Jako oficjalną datę uznaje się 1 czerwca. Pierwsze sekcje tworzyli piłkarze, a hokeiści dołączyli 10 lat później. Naprzód Mikołów był wówczas jednym z najbardziej zorganizowanych klubów w mieście, reprezentując polską społeczność. Mecze w tamtych latach odbywały się na boisku przeciwko cmentarza żydowskiego, gdzie obecnie znajduje się basen miejski. W 1930 roku, po wybudowaniu nowego obiektu stadionowego, klub zmienił nazwę na Stadion Mikołów, która utrzymała się do wybuchu II wojny światowej. Po wojnie klub przyjął nazwę Amatorski Klub Sportowy, jednakże w okresie PRL zmieniał swoją nazwę kilkakrotnie: najpierw na AKS Stal Mikołów (1950–1984), później na MZKS Stal Mikołów (1984–1990), aby w roku 1990 powrócić do nazwy powojennej.

## Sekcje klubu
Klub w ciągu lat swojej działalności składał się z wielu sekcji, do dziś przetrwały 4 (piłka nożna, tenis stołowy, szachy, szermierka).

## Osoby związane z klubem
- Dawid Blanik (wychowanek klubu, piłkarz Korony Kielce)[3]
- Łukasz Janoszka (piłkarz)[4]
- Edward Lorens (trener)
- Adam Danch (piłkarz)
- Bernard Burczyk (trener)
- Kazimierz Szachnitowski (trener)
- Jan Banaś (wychowanek klubu)
- Mateusz Bukowiec (piłkarz)[5]
- Adam Kucz (piłkarz)
- Józef Gach (piłkarz)
- Mariusz Luncik (piłkarz)
- Marcin Molek (piłkarz)
- Tomasz Jaworek (piłkarz, wychowanek klubu)
- Michał Lorens (piłkarz, wychowanek klubu)
- Hubert Skupnik (piłkarz, wychowanek klubu)